# Warrant
En warrant är ett värdepapper av typen derivatinstrument som ger innehavaren rätten, men inte skyldigheten, att på vissa villkor köpa eller sälja en underliggande tillgång till ett bestämt pris före eller vid en bestämd framtida tidpunkt.

## Skillnad mot option
Warranter påminner om optioner men skiljer sig på två punkter:
1. Warranter emitteras och är därmed värdepapper, till skillnad från optioner som tekniskt sett är avtal.
2. Warranter kan innehålla villkor som styr hur deras värde ska beräknas, vilket inte är fallet med standardiserade optioner.

I regel har också warranter en längre tidshorisont än vanliga optioner – ibland flera år – och de utfärdas endast av en part, oftast ett värdepappersinstitut.
I praktisk bemärkelse betyder warrant numera oftast en option med lång löptid.  Warranter har ofta låg likviditet, jämfört med andra placeringsalternativ. Det beror delvis på att en aktie kan ha flera warranter kopplade till sig. Vidare är en warrant överlåtbar.

## Köp- och säljwarrant
Det finns två typer av warranter, säljwarranter och köpwarranter. Säljwarranter ger ägaren rätt att sälja ett visst antal av den underliggande aktien till ett förutbestämt pris medan köpwarranten ger ägaren rätt att köpa ett visst antal av den underliggande aktien till ett förutbestämt pris. Warranter kan handlas på börsen som vilket annat värdepapper som helst under warrantens löptid.
Exempel: Banken "likvidamedel" utfärdar en köpwarrant som ger ägaren rättighet att köpa aktier i ett företag, som vi i detta fall kallar ”Money AB”, för 10€ per aktie. Låt oss nu anta att Money AB:s pris per aktie på börsen är 8€. Detta gör warranten billig eftersom warranten gav oss rätt att köpa aktier i Money AB för 10€, d.v.s. 2€ dyrare än priset på börsen. Efter köpet av warranten stiger priset på Money AB:s aktie, av olika orsaker, till priset 12€ per aktie. Detta påverkar vår warrants pris positivt eftersom warranten fortfarande ger oss rätten att köpa Money AB:s aktier för 10€, d.v.s. 2€ billigare än priset på börsen. Om warranten vi köpt är av typen "amerikansk warrant" (se nedan) kan vi nu välja att hålla kvar warranten (vänta på att den eventuellt stiger ytterligare i värde), eller kräva att få byta in warranten mot likvida medel (d.v.s. mot pengar), eller så kan vi kräva att få så många andelar av Money AB:s aktier som warranten ger oss rätt till, för det förutbestämda priset 10€, eller så kunde vi försöka sälja warranten vidare till en tredje person.
Säljwarranter fungerar tvärtom d.v.s. den ger oss rättighet att sälja den underliggande aktien till förutbestämt pris. I exemplet ovan skulle vi ha gått på förlust om warranten varit en säljwarrant och Money AB:s aktiekurs skulle ha stigit till samma nivå (12€ per aktie) eftersom warranten fortfarande givit oss rätt att sälja den underliggande aktien för 10€ medan priset på den underliggande aktien på börsen var 12€, d.v.s. 2€ dyrare.

## Använda warranter som försäkring
För att minska risken med sina aktieplaceringar kan man försäkra sig i de aktier man redan äger (förutsatt att det finns säljwarranter för dessa aktier). Om du då köper säljwarranter med stor hävstång kommer dessa visserligen att gå ner i pris om aktierna stiger men å andra sidan kommer hävstången att göra att förlusten som du gör om aktierna sjunker kompenseras av vinsten du gör på säljwarranterna. Nettot blir mindre, men risken minskas i motsvarande grad vid en nedgång.

## Amerikanska och europeiska warranter
Både sälj- och köpwarranter delas i sin tur upp i ”amerikanska warranter och europeiska warranter”. Dessa skall dock inte blandas ihop med kontinenterna eftersom både amerikanska- och europeiska warranter kan handlas i respektive kontinent. Skillnaden mellan dessa är att amerikanska warranter ger ägaren rätt att sälja resp. köpa den underliggande aktien, till det förutbestämda priset, när som helst under warrantens löptid medan handel med den underliggande aktien för en europeisk warrant endast sker vid warrantens förfallodag. Alternativt kan man lösa in warranten mot likvidamedel (pengar) istället för att handla med den underliggande aktien. Detta kan man när som helst göra med en amerikansk warrant medan denna rättighet endast uppstår vid förfallodagen på en europeisk warrant.
Om den underliggande aktiens värde för en viss köpwarrant ligger under priset som warranten gav en rättighet att köpa aktien för vid warrantens förfallodag blir warranten värdelös. Detta betyder att hela det satsade kapitalet går förlorat.
Exempel: Om företaget ”Money AB” på börsen har priset 8€ per aktie och vi äger en viss köpwarrant som ger oss rättigheten att köpa aktier i företaget för 10€ (2€ dyrare än börsens pris) förfaller warranten som värdelös på warrantens förfallodag och hela kapitalet som vi satsat på warranten går förlorat. Dock kan aldrig warrantens värde bli negativt d.v.s. banken som utfärdar warranten i fråga kan aldrig kräva mer pengar än vad vi från början satsat. Samma gäller för säljwarranter: om företaget Money AB:s aktie på börsen har priset 12€ och vår säljwarrant ger oss rättigheten att sälja aktien ifråga för 10€ (2€ billigare än börsens pris) förfaller warranten som värdelös vid warrantens förfallodag.
Även om tanken bakom warranter från början varit att skydda aktieägare mot fluktueringar (rörelser) i börskursen kan man handla warranter utan att äga den underliggande aktien. D.v.s. man kan köpa en säljwarrant även om man inte äger aktien som warranten ger en rätt att sälja, alternativt köpa en köpwarrant även om man inte tänkt köpa aktien som warranten ger en rättighet att köpa).
Avkastningsmöjligheten på warranter är större än potentialen på den underliggande aktien eftersom små prisändringar på börsen i den underliggande aktien kan mångdubbla warrantens värde men likaså är risken vid handel av warranter stor eftersom warrantens värde på mycket kort tid kan bli en bråkdel av det ursprungliga värdet.

## Warranter i Sverige
Warranter i Sverige skiljer sig från de icke överlåtbara kontrakt som upprättas i form av standardiserade optioner på Stockholmsbörsen (som är central motpart i dessa affärer). Motpartsrisken torde därmed vara högre för warranter än för standardiserade optioner. Warranter handlas i betydande utsträckning även på Nordic Derivatives Exchange (NDX), som drivs av börsen Nordic Growth Market (NGM) som ägs av det tyska bolaget Börse Stuttgart Holding.
Man kan utifrån från namnet på warranter bestämma vilket det underliggande företaget är, warrantens löptid, vilken bank som utfärdat warranten, priset på den underliggande aktien samt om warranten är av typen köp- eller säljwarrant.
Exempel: namnet på warranten ”BOL 0A 40 SHB” som säljs på Stockholmsbörsen (16 november 2008) ger följande information:
- BOL – Bokstavskod för underliggande papper, i detta fallet Boliden AB
- 0 – warrantens förfalloår, i detta fallet 2010, siffran representerar sista siffran i förfalloåret
- A – Anger om warranten är en köp- eller säljwarrant, samt warrantens förfallomånad. A-L = köpwarrant, M-X = säljwarrant. A/M = månad #1, B/N = månad #2 ... L/X = månad #12.
- 40 – Lösenpris, i detta fallet ger warranten rätt att köpa för 40kr
- SHB - Kod för utfärdare, i detta fallet Handelsbanken.

Flertalet större institut har som praxis att låta sina warrants förfalla den tredje fredagen i månaden, däribland Handelsbanken och Carnegie.

## Warranter i Finland
Man kan utgående från namnet på warranter bestämma vilket det underliggande företaget är, warrantens löptid, vilken bank som utfärdat warranten, priset för den underliggande aktien samt om warranten är av typen köp- eller säljwarrant.
Exempel: namnet på warranten ”NES 061215 NRD 27 o” som säljs på Helsingforsbörsen (16 november 2006) ger följande information:
- NES – förkortning av namnet på det underliggande företaget, i detta fall Neste Oil Oy
- 061215 – warrantens förfallodatum, 15 december 2006
- NRD – förkortning på banken som utfärdat warranten, i detta fall Nordea Bank
- 27 – priset som warranten ger en rättighet att handla den underliggande aktien för
- o – köp- eller säljwarrant, i detta fall köpwarrant, o ”osto” (finska för: köp), m ”myynti” (finska för: sälj)